# Residencial Campestre Fraccionamiento
Residencial Campestre Fraccionamiento är en ort i Mexiko.   Den ligger i kommunen Valladolid och delstaten Yucatán, i den östra delen av landet, 1 100 km öster om huvudstaden Mexico City. Residencial Campestre Fraccionamiento ligger 29 meter över havet och antalet invånare är 192.
Terrängen runt Residencial Campestre Fraccionamiento är mycket platt. Runt Residencial Campestre Fraccionamiento är det ganska tätbefolkat, med 75 invånare per kvadratkilometer. Närmaste större samhälle är Valladolid, 2,8 km söder om Residencial Campestre Fraccionamiento. Trakten runt Residencial Campestre Fraccionamiento består till största delen av jordbruksmark.